# Брэг, Ева
Ева Брэг (швед. Eva Brag; 26 апреля 1829, Лунд — 31 марта 1913, Лунд) — шведская журналистка, писательница и поэт. 

## Биография
Ева Брэг родилась 26 апреля 1829 года в шведском городе Лунд. Её отцом был профессор Лундского университета Jonas Brag. Ева Брэг получила домашнее образование, изучала латынь, французский и английский языки, побывала в Великобритании и Франции. Несмотря на тягу к знаниям, у неё не было возможности учиться в университете, потому что до 1870 года университеты Швеции были закрыты для поступления в них женщин.
Ева Брэг работала журналистом в шведской ежедневной газете Göteborgsposten (1864-1865) и в газете Göteborgs Handels-och Sjöfartstidning (1865-1889). Писала политические статьи и литературные рецензии. Во время отсутствия штатного главного редактора Свена Адольфа Хедлунда (Sven Adolf Hedlund) исполняла его обязанности главного редактора. Карьера Евы Брэг в СМИ была уникальной для своего времени, поскольку она была одной из первых женщин-журналистов в стране.
Свои произведения Ева Брэг всегда публиковала под разными псевдонимами.
В 1857 году она была награждена премией общества Royal Society of Sciences and Letters in Gothenbur за поэтическое творчество.

## Список литературы
- Svensk uppslagsbok. Malmö 1939.
- Österberg, Carin et al., Svenska kvinnor: föregångare, nyskapare. Lund: Signum 1990. (ISBN 91-87896-03-6)

- Brag, släkt, urn:sbl:18030, Svenskt biografiskt lexikon, hämtad 2015-11-14.
- Heggestad, Eva: Kritik och kön. 1880-talets kvinnliga kritiker och exemplet Eva Brag. Samlaren. Tidskrift för svensk litteraturvetenskaplig forskning. Årgång 115 1994. Svenska Litteratursällskapet.